# Удар у відповідь
Уда́р у ві́дповідь (англ. Strike Back) — британський телевізійний серіал 2010 року.

## Про серіал
Колишній сержант повітряних сил Великої Британії Джон Портер керує таємною військовою операцією з врятування заручників у центрі Басри. Надворі 2003 рік, усі події відбуваються напередодні початку військових дій у Іраку. Операція закінчується невдало — Портер втрачає кількох своїх найкращих бійців. Через сім років доля дарує йому другий шанс — Джон Портер вирушає до Іраку, аби спокутувати свою провину.
«Удар у відповідь» відзнято за мотивами однойменного роману колишнього солдата повітряних сил Великої Британії Кріса Райана. Події серіалу відбуваються у різних країнах — Іраку, Афганістані, Пакистані та Зімбабве.

## Актори та ролі
- Річард Армітедж — агент Джон Портер (1-й та 2-й сезони)
- Ендрю Лінкольн — майор Х'ю Коллінсон (1-й сезон), командир 20 підрозділу
- Шеллі Конн — агент Дані Прендівілль (1-й сезон), подруга Джона Портера
- Джоді Мей — лейтенант Лайла Томпсон (1-й сезон), заступник командира
- Філіп Вінчестер — сержант Майкл Стоунбрідж (2-й … 5-й сезони)
- Салліван Степлтон — сержант Демієн Скотт (2-й … 5-й сезони)
- Мішель Люкс — Сержант Джулія Річмонд (2-й ... 5-й сезони)
- Аманда Мілінг — Полковник Елеанор Грант (2-й сезон), командир 20 підрозділу
- Рашан Стоун — Майор Олівер Сінклер (2-й сезон), заступник командира
- Єва Бертістл — капітан Кейт Маршалл (2-й сезон), кохана Майкла Стоунбріджа
- Рона Мітра — майор Рейчел Далтон (3-й та 4-й сезони), командир 20 підрозділу
- Ліам Герріган — сержант Ліам Бакстер (3-й та 4-й сезони)
- Робсон Грін — полковник Філіп Лок (4-й та 5-й сезони), командир 20 підрозділу
- Тереза Србова — майор ФСБ Ніна Пирогова (4-й та 5-й сезони)
- Уоррен Броун — агент Томас МакАлістер (6-й сезон)
- Деніел МакФерсон — агент Семюель Уайетт (6-й сезон)
- Елін Сумарвата — агент Грейс Новін (6-й сезон)
- Ніна Сосанья — полковник Адіна Донован (6-й сезон), командир 20 підрозділу
- Роксанна Маккі — капітан Наталі Рейнолдс (6-й сезон), заступник командира
- Варада Сету — молодший капрал Маніша Четрі (у 9 епізодах)
- Жасмін Кей Еллен — співробітник "Альфи" ФСБ Катріна Заркова (7-8 сезон)
- Марама Корлетт — лейтенант СЗР Наташа Петренко (7 сезон)
- Алек Ньюман — російський секретний агент Дмитро Брусилов / Павло Кулагін (7 сезон)

## Нагороди
- RTS Television Royal Television Society (2010) — номінація на нагороду «Найкраще звукове оформлення».

## Цікаві факти
- Першу серію «Удару у відповідь» у Великій Британії подивилась рекордна кількість глядачів — близько 1 млн.
- Усі локації серіалу було відзнято у Південній Африці.
- Зйомки «Удару у відповідь» відбувались згідно із детальними консультаціями автора роману — Кріса Райана.
- Кріс Райан також є автором ще одного відомого британського серіалу про військових «Еліта спецназу» (Ultimate Force).